# Соболевский, Пётр Станиславович
Пётр Станиславович Соболевский (22 мая 1904, Томск — 26 июля 1977, Москва) — советский актёр театра и кино. Заслуженный артист РСФСР (1964).

## Биография

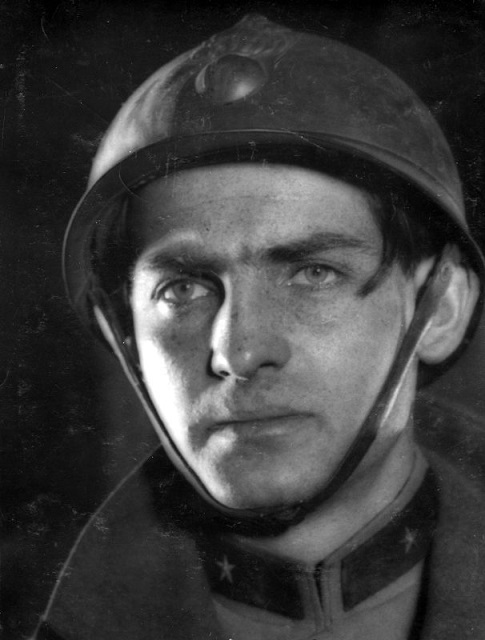
Пётр Соболевский в фильме Снайпер, 1931.

Сын Станислава-Петра-Сигизмунда Константиновича Соболевского. В конце 1920-х годов поступил в художественный техникум, продолжил образование в легендарной мастерской Фабрики эксцентрического актёра, под руководством Григория Козинцева и Леонида Трауберга.
В 1932 году окончил киноотделение Ленинградского института сценических искусств. Снимался в кино, выступал на сцене Государственного театра киноактёра.
В 1954 году Пётр Станиславович Соболевский и Манефа Владимировна Капустина поженились. 13 февраля 1955 года у них родился сын — Пётр Петрович Соболевский.
Умер в 1977 году. Похоронен на Введенском кладбище (19 уч.).

## Фильмография

### 1920-е
1. 1926 — Братишка — шофёр
2. 1926 — Чёртово колесо — краснофлотец Иван Шорин
3. 1926 — Шинель — чиновник
4. 1927 — С. В. Д. (Союз Великого Дела) — Суханов
5. 1927 — Чужой пиджак — Галаев, ревизор из центра
6. 1929 — Новый Вавилон — солдат Жан

### 1930-е
1. 1930 — Двадцать два несчастья — Дозоров
2. 1930 — Счастливый кент — Кент Поттер
3. 1931 — Одна — жених учительницы Кузьминой
4. 1931 — Снайпер — русский солдат
5. 1933 — Жить — краснофлотец
6. 1935 — Мяч и сердце — Саша Савченко
7. 1936 — Мы из Кронштадта — поручик фон Виттен
8. 1938 — Борьба продолжается — немецкий комсомолец Карл
9. 1939 — Минин и Пожарский — Аноха
10. 1939 — Моряки — акустик на вражеском эсминце

### 1940-е
1. 1940 — Семнадцатилетние — командир
2. 1940 — Гибель «Орла» — Василий Иванович Пыльнов, водолаз «Камбалы»
3. 1941 — В тылу врага — белофин
4. 1941 — Два друга — Степан Степаныч
5. 1942 — Секретарь райкома — эпизод
6. 1943 — Фронт — эпизод
7. 1944 — Небо Москвы — капитан Гончаров
8. 1945 — Золотая тропа — Фриц Эббинг
9. 1946 — Адмирал Нахимов — Острено

### 1950-е
1. 1950 — В мирные дни — капитан 1-го ранга
2. 1952 — Максимка — штурман
3. 1953 — Адмирал Ушаков — английский посол Аллейн Фицгерберт
4. 1956 — Тайна двух океанов — капитан 2-го ранга, помощник командира подводной лодки «Пионер»
5. 1957 — Случай в пустыне — «Угрюмый»
6. 1958 — На дорогах войны — эпизод
7. 1959 — Фуркат — редактор Елецкий

### 1960-е
1. 1960 — Первое свидание — капитан милиции
2. 1960 — Алёшкина любовь — Белогоров
3. 1960 — Ровесник века — эпизод
4. 1960 — Яша Топорков — инженер
5. 1961 — Дуэль — доктор Устимович
6. 1961 — Мишка, Серёга и я — учитель
7. 1961 — Суд сумасшедших — эпизод
8. 1961 — Ночной пассажир — портье
9. 1963 — Оптимистическая трагедия — корабельный врач
10. 1963 — Короткое лето в горах — эпизод
11. 1964 — Казнены на рассвете — генерал Грессер
12. 1964 — Сказка о Мальчише-Кибальчише — эпизод
13. 1964 — Вызываем огонь на себя — эпизод
14. 1965 — Двадцать шесть бакинских комиссаров — «человек-скелет»
15. 1966 — Год как жизнь — рабочий Раутенбах
16. 1967 — Сильные духом — Гауптман
17. 1968 — День ангела — Сазонов
18. 1968 — Крах — эпизод
19. 1968 — Таинственный монах — полковник контрразведки
20. 1969 — Сокровища пылающих скал — губернатор

### 1970-е
1. 1972 — Включите северное сияние — Пётр Савельевич, директор школы
2. 1973 — Надежда — эпизод
3. 1973 — Парашюты на деревьях — эпизод

## Награды
- Орден «Знак Почёта» (6 марта 1950 года) — за выдающиеся заслуги в развитии советской кинематографии, в связи с 30-летием[3].
- Заслуженный артист РСФСР (1964).

## Адреса в Ленинграде
- Ул. Пестеля, 7[4]